# Kamran Diba

Kamran Diba (1958)

Kamran Diba (* 5. März 1937 in Teheran) ist einer der international renommiertesten iranischen Architekten und Städteplaner. Er trat in den 60er Jahren auch als Maler hervor und gehört zu den führenden Künstlern der modernen Teheraner Schule.
Bei seinen Bauten verbindet er klassische islamische Architekturelemente mit modernen Raumkonzepten.

## Werdegang
In den Jahren 1958–64 studierte Diba Architektur und Soziologie an der Howard University (Washington, D.C.). Nach seiner Rückkehr nach Teheran 1966, war er dort als freier Architekt tätig. 
Er gründete 1968 gemeinsam mit Amir Rezvani, Farzin Sadeghi, D. Zayam, K. Farnoush, A. Vakili, Ahmed Kashanijo und Parviz Rezagholizadeh das führende iranische Architektenbüro DAZ (Aga Khan Award for Architecture 1986).
1976–77 war er Direktor des MMA Teheran und Dozent an der Universität Teheran.
Er siedelte 1977 nach Paris und Washington, D. C. und war Dozent an der Cornell University (Ithaca, N.Y.).

## Bauwerke (Auswahl)
- Botschaft der Islamischen Republik Iran in Berlin
- Bau der Neustadt von Susa in Chuzestan
- Ziyāda-Höfe
- Teheraner Museum für Zeitgenössische Kunst